# Firmin Têko Agbo
Firmin Têko Agbo est un journaliste, chroniqueur politique et entrepreneur togolais. Il est devenu médiatisé par des polémiques, notamment en février 2022 sur l'affaire judiciaire avec la radio metropolys qui l'a opposé à Jean-Pierre Fabre et la controverse suscité en 2023 lors de l'émission Regards Croisés sur New World TV,.

## Biographie
Firmin Têko Agbo est le responsable du Centre de recherches et de géopolitique internationale Firmin Teko-Agbo (CRGI-FTA). L'objectif du centre est de mettre en valeur les actions du Togo en interne et à l'international,. Le centre fait également la promotion des actions citoyennes communales  dans le but de transformer les communes togolaises en « communes écolos » pour la préservation de l'environnement,,.

## Récompense
- 2013 : Lauréat décerné par RDI France[1]